# Drones (Muse)
Drones è il settimo album in studio del gruppo musicale britannico Muse, pubblicato l'8 giugno 2015 dalla Warner Bros. Records.
L'album ha debuttato direttamente al primo posto della Official Albums Chart, diventando il quinto disco consecutivo del gruppo al numero uno in classifica. È inoltre il primo album nella carriera del gruppo ad aver raggiunto la vetta della Billboard 200 negli Stati Uniti d'America.
Nel febbraio 2016 è stato premiato con il Grammy Award al miglior album rock.

## Antefatti
Nei precedenti album The Resistance (2009) e The 2nd Law (2012), i Muse hanno avuto modo di sperimentare le proprie sonorità aggiungendo influenze orchestrali ed elettroniche. Il 2 dicembre 2013 il gruppo ha pubblicato l'album dal vivo e film Live at Rome Olympic Stadium: il frontman Matthew Bellamy ha spiegato che i Muse volevano questo album dal vivo per «catturare alcuni degli estremi di quanto abbiamo svolto in quanto vogliamo andare verso una differente direzione [musicale] in futuro».

Nel corso di un'intervista a fine 2013, Bellamy ha fornito alcuni dettagli su come si sarebbe sviluppato il settimo album in studio, previsto inizialmente entro il 2014:
 Il 20 settembre 2014, attraverso il social network Twitter, il frontman dei Muse ha spiegato che le iniziali tematiche dell'album, che includono ecologia profonda, divario di empatia e terza guerra mondiale, si sarebbero unificate in un'unica grande tematica, aggiungendo inoltre che nel disco esso sarebbe stato presente un seguito del brano Citizen Erased, tratto dal secondo album Origin of Symmetry. In un'intervista di tre mesi più tardi, Bellamy e il batterista Dominic Howard hanno rivelato che l'album sarebbe potuto uscire a inizio 2015 o a fine 2015; proprio a inizio 2015, i Muse, attraverso un video pubblicato su Instagram, hanno rivelato il titolo dell'album, annunciandolo in via ufficiale l'11 marzo dello stesso anno. Il 1º aprile, il produttore Rich Costey, il quale ha curato la fase di missaggio dell'album, ha rivelato il completamento dell'album attraverso Instagram.

## Concezione
(Matthew Bellamy)

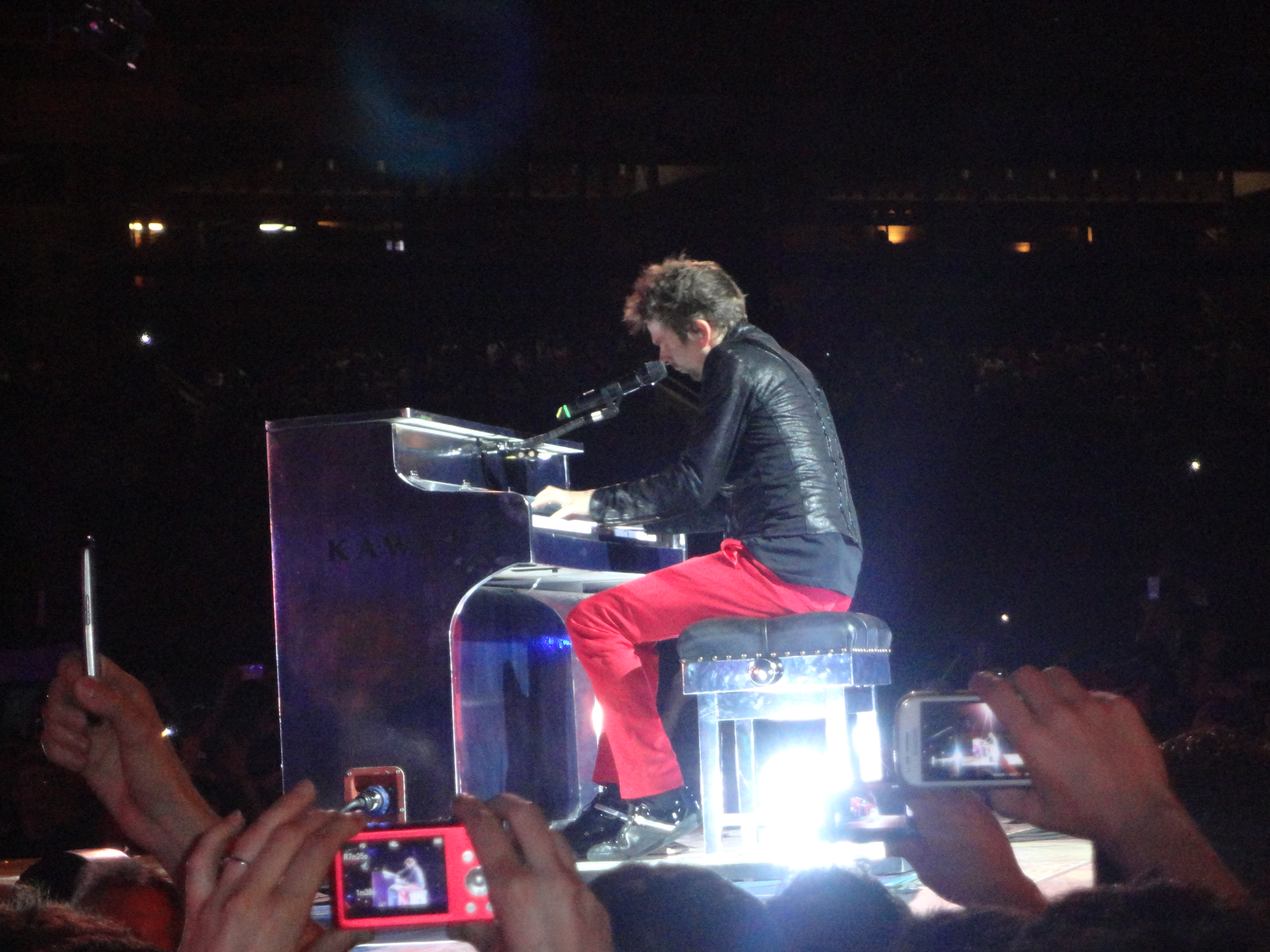
Matthew Bellamy, autore e compositore dell'intero album

Secondo quanto spiegato da Bellamy, Drones è un concept album incentrato sulla progressiva disumanizzazione del mondo, rappresentata in maniera simbolica dal sopravvento dei droni. All'interno dell'album è presente una storia (descritta da Dead Inside fino ad Aftermath) che ruota attorno a una persona che perde la propria fede e la propria sicurezza, divenendo facilmente manipolabile da alcune forze oscure, fino a quando comprende di non voler essere più usato e, ribellandosi, inizia a ritrovare fiducia nell'amore e nell'umanità. I due brani conclusivi,  The Globalist e l'omonimo Drones, secondo le dichiarazioni del frontman, narrano più o meno «la stessa storia ma con un finale negativo. Alla fine si hanno i fantasmi dei morti sconosciuti uccisi dai robot che non vedranno mai la giustizia e noi non vedremo mai chi sono».
I testi e le musiche dell'album sono stati curati da Bellamy, ad eccezione della sezione di The Globalist che va da 6:45 a 9:45 (che trae ispirazione da Enigma Variations: Nimrod di Edward Elgar) e di Drones, che trae ispirazione dal Santo della Missa papae Marcelli; entrambe le musiche sono state riarrangiate da Bellamy. I brani [JFK] e Defector contengono inoltre un campionamento dal discorso The President and the Press tenuto da John Fitzgerald Kennedy.

## Promozione
Drones è stato promosso da un primo tour promozionale, denominato Psycho UK Tour, svoltosi esclusivamente nel Regno Unito dal 15 al 23 marzo 2015. In queste date i Muse hanno portato al debutto i brani Psycho (già reso disponibile dal gruppo attraverso un lyric video pubblicato il 12 marzo), Reapers e Dead Inside. Quest'ultimo brano è stato inoltre il primo singolo dell'album ed è stato pubblicato il 23 marzo 2015 attraverso un lyric video diretto da Tom Kirk.
Per anticipare l'album i Muse hanno pubblicato attraverso il proprio canale YouTube i lyric video di Mercy e di Reapers, usciti rispettivamente il 18 e il 29 maggio 2015. A essi hanno fatto seguito The Handler, trasmesso in anteprima da BBC Radio 1 e reso disponibile per il download digitale il 1º giugno dello stesso anno (ricevendo successivamente un lyric video il 2 giugno), e Defector, il cui lyric video è stato pubblicato il 3 giugno.
Drones è stato infine commercializzato l'8 giugno 2015 in edizione standard da 12 tracce (pubblicata attraverso i formati CD, doppio LP e download digitale) e in edizione deluxe comprensiva di un DVD aggiuntivo che racchiude le esecuzioni dei brani di Drones tratti dallo Psycho UK Tour più materiale aggiuntivo filmato in studio. In aggiunta, i Muse hanno reso disponibile esclusivamente sul proprio sito un cofanetto contenente il doppio vinile con tripla copertina, il CD+DVD, un codice per scaricare l'album in formato digitale e due stampe.
Il 24 settembre 2015 i Muse hanno reso disponibile per l'ascolto attraverso Deezer l'EP Live at Koln - Gloria Theatre, costituito da quattro brani registrati durante il concerto tenuto dal gruppo a Colonia il 30 giugno dello stesso anno. Il 3 novembre è stato invece pubblicato il videoclip del brano Revolt, girato a Praga sotto la regia di Guy Shelmerdine. Il brano è stato successivamente estratto come terzo singolo il 9 marzo 2016.
L'11 marzo il gruppo reso disponibile per il download digitale il quarto singolo Aftermath, mentre tre giorni prima hanno annunciato attraverso il proprio sito la pubblicazione del quinto singolo Reapers in formato 7" per l'annuale Record Store Day, avvenuto il 16 aprile dello stesso anno.

## Tracce
Testi e musiche di Matthew Bellamy, eccetto dove indicato.
1. Dead Inside – 4:23
2. [Drill Sergeant] – 0:21
3. Psycho – 5:16
4. Mercy – 3:51
5. Reapers – 5:59
6. The Handler – 4:33
7. [JFK] – 0:54
8. Defector – 4:33
9. Revolt – 4:05
10. Aftermath – 5:47
11. The Globalist – 10:07 (musica: Edward Elgar, Matthew Bellamy)
12. Drones – 2:49 (musica: Giovanni Pierluigi da Palestrina, Matthew Bellamy)

DVD bonus nell'edizione deluxe
1. Psycho (Live at Glasgow Barrowland) – 5:45
2. Dead Inside (Live at Brighton Dome) – 4:39
3. The Handler (Soundcheck, Exeter Great Hall) – 4:46
4. Reapers (Live at Exeter Great Hall) – 6:19
5. Bonus Studio Footage – 9:59

## Formazione
Gruppo
- Matthew Bellamy – voce, chitarra, pianoforte, sintetizzatore modulare, arrangiamento strumenti ad arco
- Chris Wolstenholme – basso e cori (eccetto traccia 12)
- Dominic Howard – batteria (eccetto traccia 12)

Altri musicisti
- Olle "Sven" Romo – programmazione aggiuntiva
- Audrey Riley – arrangiamento e conduzione strumenti ad arco
- Edodea Ensemble – strumenti ad arco
  - Eduardo De Angeles – contractor, primo violino
  - Gian Lodigiani – violino
  - Valerio D'Ercole – violino
  - Tommaso Belli – violino
  - Elia Mariani – violino
  - Gian Guerra – violino
  - Gianmaria Bellisario – violino
  - Marco Corsini – violino
  - Michelle Torresetti – violino
  - Anna Minella – violino
  - Freimerr von Dellingshausen – violino
  - Valentina – viola
  - Emilio Eria – viola
  - Serena Palozzi – viola
  - Maria Lucchi – viola
  - Eliana Gintoli – violoncello
  - Francesco Sacco – violoncello
  - Martina Rudic – violoncello
  - Andrea Scacchi – violoncello
  - Dellingshausen – violoncello
  - Sarah Cross – violoncello
  - Linati Omar – contrabbasso
  - Massimo Clavenna – contrabbasso
- Will Leon Thompson (drill sergeant) – dialogo (tracce 2 e 3)
- Michael Shilgan (recruit) – dialogo (tracce 2 e 3)
- John F. Kennedy – dialogo (tracce 7 e 8)
- Robert John "Mutt" Lange – cori aggiuntivi (traccia 10)
- Edward Elgar – composizione (traccia 11)
- Giovanni Pierluigi da Palestrina – composizione (traccia 12)

Produzione
- Robert John "Mutt" Lange – produzione
- Muse – produzione
- Tommaso Colliva – produzione aggiuntiva, ingegneria del suono, ingegneria sintetizzatori modulari
- Rich Costey – produzione aggiuntiva, missaggio
- Adam Greenholtz – ingegneria del suono aggiuntiva
- Eric Moshes – assistenza ingegneria del suono
- Tom Baley – assistenza ingegneria del suono
- John Prestage – assistenza ingegneria del suono
- Giuseppe Salvagoni – assistenza ingegneria del suono
- Jacopo Dorigi – assistenza ingegneria del suono
- Martin Cooke – assistenza tecnica
- Nick Fourier – assistenza tecnica
- Mario Borgatta – assistenza missaggio
- Giovanni Versari – mastering (eccetto traccia 1)
- Bob Ludwig – mastering (traccia 1)
- Durand Trench – registrazione dialoghi (tracce 2 e 3)
- Matt Mahurin – direzione artistica

## Classifiche

### Classifiche settimanali
| Classifica (2015)          | Posizione massima |
| -------------------------- | ----------------- |
| Argentina                  | 1                 |
| Australia                  | 1                 |
| Austria                    | 2                 |
| Belgio (Fiandre)           | 2                 |
| Belgio (Vallonia)          | 1                 |
| Canada                     | 2                 |
| Corea del Sud              | 4                 |
| Danimarca                  | 1                 |
| Finlandia                  | 1                 |
| Francia                    | 1                 |
| Germania                   | 3                 |
| Giappone                   | 5                 |
| Grecia                     | 3                 |
| Irlanda                    | 1                 |
| Italia                     | 2                 |
| Norvegia                   | 1                 |
| Nuova Zelanda              | 1                 |
| Messico                    | 1                 |
| Paesi Bassi                | 1                 |
| Polonia                    | 6                 |
| Portogallo                 | 2                 |
| Regno Unito                | 1                 |
| Regno Unito (rock & metal) | 1                 |
| Repubblica Ceca            | 3                 |
| Russia                     | 1                 |
| Spagna                     | 3                 |
| Stati Uniti                | 1                 |
| Stati Uniti (alternative)  | 1                 |
| Stati Uniti (rock)         | 1                 |
| Svezia                     | 2                 |
| Svizzera                   | 1                 |
| Ungheria                   | 3                 |

### Classifiche di fine anno
| Classifica (2015)  | Posizione |
| ------------------ | --------- |
| Australia          | 45        |
| Belgio (Fiandre)   | 12        |
| Belgio (Vallonia)  | 8         |
| Canada             | 34        |
| Francia            | 16        |
| Italia             | 34        |
| Nuova Zelanda      | 45        |
| Messico            | 41        |
| Paesi Bassi        | 10        |
| Russia             | 4         |
| Regno Unito        | 30        |
| Spagna             | 63        |
| Stati Uniti (rock) | 19        |
| Svizzera           | 5         |
| Ungheria           | 52        |

## Date di pubblicazione
| Paese         | Data di pubblicazione | Formato                    | Etichetta                     |
| ------------- | --------------------- | -------------------------- | ----------------------------- |
| Australia     | 5 giugno 2015         | CD, 2 LP download digitale | Warner Bros. Records Helium-3 |
| Austria       | 5 giugno 2015         | CD, 2 LP download digitale | Warner Bros. Records Helium-3 |
| Finlandia     | 5 giugno 2015         | CD, 2 LP download digitale | Warner Bros. Records Helium-3 |
| Germania      | 5 giugno 2015         | CD, 2 LP download digitale | Warner Bros. Records Helium-3 |
| Irlanda       | 5 giugno 2015         | CD, 2 LP download digitale | Warner Bros. Records Helium-3 |
| Nuova Zelanda | 5 giugno 2015         | CD, 2 LP download digitale | Warner Bros. Records Helium-3 |
| Paesi Bassi   | 5 giugno 2015         | CD, 2 LP download digitale | Warner Bros. Records Helium-3 |
| Svizzera      | 5 giugno 2015         | CD, 2 LP download digitale | Warner Bros. Records Helium-3 |
| Francia       | 8 giugno 2015         | CD, 2 LP download digitale | Warner Bros. Records Helium-3 |
| Polonia       | 8 giugno 2015         | CD, 2 LP download digitale | Warner Bros. Records Helium-3 |
| Regno Unito   | 8 giugno 2015         | CD, 2 LP download digitale | Warner Bros. Records Helium-3 |
| Canada        | 9 giugno 2015         | CD, 2 LP download digitale | Warner Bros. Records Helium-3 |
| Giappone      | 9 giugno 2015         | CD, 2 LP download digitale | Warner Bros. Records Helium-3 |
| Italia        | 9 giugno 2015         | CD, 2 LP download digitale | Warner Bros. Records Helium-3 |
| Spagna        | 9 giugno 2015         | CD, 2 LP download digitale | Warner Bros. Records Helium-3 |
| Stati Uniti   | 9 giugno 2015         | CD, 2 LP download digitale | Warner Bros. Records Helium-3 |
| Norvegia      | 10 giugno 2015        | CD, 2 LP download digitale | Warner Bros. Records Helium-3 |
| Svezia        | 10 giugno 2015        | CD, 2 LP download digitale | Warner Bros. Records Helium-3 |